# Bellator MMA en 2017
2017 fue el noveno año en la historia de Bellator MMA, una promoción de artes marciales mixtas basada en los Estados Unidos. Este año marcó la tercera vez en la que Bellator MMA ha hecho shows mensuales a diferencia de un formato de temporada.

## Lista de eventos

### Bellator 170
Bellator 170: Ortiz vs. Sonnen tuvo lugar el 21 de enero de 2017 en The Forum en Inglewood, California. El evento se transmitió en vivo en horario estelar en Spike TV, atrayendo a 1,4 millones de espectadores.
Historia
El 18 de octubre de 2016, fue anunciado que el excampeón de peso semipesado de UFC Tito Ortiz y el veterano de UFC Chael Sonnen encabezarían este evento. Sonnen posee victorias en su carrera sobre peleadores como Yushin Okami, Nate Marquardt, Brian Stann, el excampeón de peso semipesado de UFC Maurício Rua y el excampeón de peso mediano de UFC Michael Bisping. Ortiz es un integrante del salón de la fama de UFC y uno de los campeones más condecorados en la historia de UFC. "The Huntington Beach Bad Boy" firmó con Bellator en 2013 y está 2–1 con la promoción. Tiene victorias sobre peleadores como Alexander Shlemenko, Stephan Bonnar, Wanderlei Silva, Ken Shamrock y Forrest Griffin.
Una pelea femenina entre Rebecca Ruth y Colleen Schneider fue inicialmente anunciada para este evento. Sin embargo, el combate nunca llegó a buen término por razones no reveladas y Ruth fue reemplazada por Chrissie Daniels.
Resultados
1. ↑  A Sanchez se le fue descontado un punto por un rodillazo ilegal.

### Bellator 171
Bellator 171: Guillard vs. Njokuani fue el 27 de enero de 2017 en el Kansas Star Casino en Mulvane, Kansas. El evento fue transmitido en vivo en horario estelar por Spike TV.
Historia
El evento fue encabezado por el combate entre el veterano de UFC Melvin Guillard y Chidi Njokuani.
La pelea semiestelar contó con un combate entre el favorito local David Rickels y Aaron Derrow.
Además, los prospectos y ex estrellas universitarias de lucha libre de peso pesado Jarod Trice y Tyrell Fortune aparecieron en la cartelera. Trice, tres veces luchador All-American en la Universidad Central de Míchigan, se enfrentó a Kevin Woltkamp. Fortune, un ex campeón de la División 2 de la NCAA, enfrentó a Will Johnson.
Resultados

### Bellator 172
Bellator 172: Thomson vs. Pitbull transmitido el sábado 18 de febrero de 2017 en el SAP Center en San José, California. El evento fue transmitido en horario estelar por Spike TV.
Historia
El evento sería encabezado por la leyenda de peso pesado Fedor Emelianenko contra el veterano de UFC Mate Mitrione. Emelianenko se retiró en 2012, pero finalmente regresó al deporte en 2015. Esta sería la primera pelea de Emelianenko en los EE. UU. desde 2011. Mitrione, con 38 años exjugador de la NFL ha conseguido victorias por nocaut consecutivas desde que se unió a Bellator sobre Carl Seumanutafa y Oli Thompson. Horas antes del evento, la pelea fue cancelada debido a que Mitrione se enfermó. Como resultado, Josh Thomson vs. Patricky Freire fue movida al evento principal de la noche.
Resultados

### Bellator 173
Bellator 173: McGeary vs. McDermott fue el 24 de febrero de 2017 en el SSE Arena en Belfast, Irlanda del Norte. El evento fue transmitido en vivo en horario estelar por Spike TV.
Historia
Originalmente se esperaba que el evento fuera encabezado por el combate entre Liam McGeary y Chris Fields. Sin embargo, el 20 de febrero, fue anunciado que Fields tuvo que abandonar la pelea por una lesión. El reemplazo inicial de Fields era el recién llegado Vladimir Filipovic. Sin embargo, Filipovic también fue retirado de la pelea por problemas con su visa. McGeary finalmente enfrentó al recién llegado Brett McDermott.
Este fue un evento en conjunto de dos promociones, la cartelera de Bellator fue promovida con BAMMA 28.
Resultados

### Bellator 174
Bellator 174: Coenen vs. Budd fue el 3 de marzo de 2017 en el WinStar World Casino en Thackerville, Oklahoma. El evento fue transmitido en vivo en horario estelar por Spike TV.
Historia
El evento principal presentó a Marloes Coenen contra Julia Budd por el título inaugural peso pluma femenino de Bellator. Esta fue la primera vez que una pelea femenina encabezó una cartelera de Bellator.
Kendall Grove originalmente fue programado para enfrentar a Chris Honeycutt en este evento. Sin embargo, Honeycutt fue sacado del combate el 28 de febrero y reemplazado por el veterano de UFC y recién llegado a Bellator Mike Rhodes. Rhodes no dio el peso y la pelea fue cancelada.
Joe Taimanglo enfrentaría a Steve Garcia en esta cartelera. Sin embargo, la pelea fue sacada de la cartelera después de que Taimanglo no diera el peso.
Resultados
1. ↑  Por el Campeonato Inaugural de Peso Pluma de Bellator.

### Bellator 175
Bellator 175: Rampage vs. King Mo 2 fue el 31 de marzo de 2017 en el Allstate Arena en Rosemont, Illinois. El evento fue transmitido en horario estelar por Spike TV.
Historia
El evento fue encabezado por la pelea de peso pesado entre el excampeón de peso semipesado de UFC Quinton Jackson contra el excampeón de peso semipesado de Strikeforce Mahoma Lawal.
En la ceremonia de pesaje, Emmanuel Sanchez sobrepaso el límite de 146 libras de la división de peso pluma, entrando con 149.5 libras. La pelea fue cambiada a la división catchweight.
Resultados

### Bellator 176
Bellator 176: Carvalho vs. Manhoef 2 tuvo lugar el 8 de abril de 2017 en el Pala Alpitour en Turín, Italia. El evento fue transmitido por Spike TV.
Historia
Una revancha por el Campeonato de Peso Mediano entre Rafael Carvalho y Melvin Manhoef sirvió como el evento principal de Bellator 176.
El evento fue anunciado por la compañía en febrero de 2017. Fue la segunda vez en la que Bellator MMA ofreció un evento en el Pala Alpitour en Turín, Italia. Como la cartelera anterior, este evento presentó combates de MMA y kickboxing.
Resultados
1. ↑  Por el Campeonato de Peso Mediano de Bellator.
2. ↑  Por el Campeonato de Peso Mosca de Bellator Kickboxing.

### Bellator 177
Bellator 177: Dantas vs. Higo tuvo lugar el 14 de abril de 2017 en el Budapest Sports Arena en Budapest, Hungría. El evento fue transmitido por Spike TV.
Historia
Este fue el segundo evento de Bellator en Hungría. El evento presentó combates de MMA y kickboxing.
El evento principal era originalmente Eduardo Dantas contra Darrion Caldwell, pero Caldwell fue retirado debido a una lesión. Leandro Higo intervino como reemplazo. Debido al poco aviso, la pelea fue cambiada de una pelea por el título gallo a una sin título en un peso de 139 libras.
Bellator Kickboxing 6 fue encabezado por una revancha por el título mundial de peso wélter entre Zoltán Laszák y Karim Ghajji. Además, el 2 veces campeón de peso pluma de Glory Gabriel Varga hizo su debut en Bellator Kickboxing.
Resultados
1. ↑  Por el Campeonato de Peso Wélter de Bellator Kickboxing.

### Bellator 178
Bellator 178: Straus vs. Pitbull 4 tuvo lugar el 21 de abril de 2017 en el Mohegan Sun Arena en Uncasville, Connecticut. El evento fue transmitido en vivo por Spike TV.
Historia
Bellator Regresó a Mohegan Sun con un pelea por el Campeonato de Peso Pluma que enfrentó a Daniel Straus contra Patricio "Pitbull" Freire como el evento principal de Bellator 178. Straus y Freire han luchado tres veces antes; Freire ganó una por sumisión y otra por decisión, mientras que Straus ganó por decisión.
Un combate de peso mediano entre Ed Ruth y Aaron Goodwine fue originalmente programado para esta cartelera, pero falló para materializar. Ruth enfrentó a David Mundell.
Resultados
1. ↑  Por el Campeonato de Peso Pluma de Bellator.
2. ↑  A Fortune se le fue descontado un punto por golpes ilegales.

### Bellator 179
Bellator 179: MacDonald vs. Daley tuvo lugar el 19 de mayo de 2017 en la SSE Arena en Londres, Inglaterra. El evento fue transmitido por Spike TV.
Historia
Bellator regresó a Londres con una pelea de peso wélter entre Paul Daley y Rory MacDonald que sirvió como el evento principal de Bellator 179.
Stav Economou fue originalmente programado para afrontar a Karl Etherington en un combate de peso pesado. Sin embargo, la pelea fue cancelada y Economous enfrentó a Dan Konecke.
Se esperaba que Neil Grove y Łukasz Parobiec tuvieran un combate de peso pesado. Sin embargo, la pelea fue cancelada por razones desconcodias.
Michael Page fue programado para enfrentar a Derek Anderson en el coevento principal. Sin embargo, la pelea fue sacada de la cartelera después de que Page padeciera una lesión de rodilla y de cuello.
Resultados

### Bellator: Monster Energy Fight Series: Charlotte
Bellator: Bellator: Monster Energy Fight Series: Charlotte tuvo lugar el 20 de mayo de 2017 en el Charlotte Motor Speedway en Concord, Carolina del Norte.
Historia
El 1 de mayo de 2017, Bellator anunció una cartelera especial de cuatro peleas que tuvo lugar en la Carrera de las Estrellas de la NASCAR XXXIII. El objetivo del evento fue probar nuevo talento para una posible contratación. Diferente a todos los eventos anteriores de Bellator, este no fue televisado.
Resultados

### Bellator NYC/Bellator 180
Bellator NYC: Sonnen vs. Silva y Bellator 180 tuvieron lugar el 24 de junio de 2017 en el Madison Square Garden en la Ciudad de Nueva York. El evento fue transmitido por Spike TV y vía PPV.
Historia
Un combate entre Chael Sonnen y Wanderlei Silva sirvió como el evento estelar.
El evento coestelar fue un combate de peso pesado entre Fedor Emelianenko y Matt Mitrione. Se suponía que se enfrentarían en Bellator 172 pero Mitrione tuvo que ser hospitalizado por cálculos renales.
El debut del ex UFC Ryan Bader fue inicialmente programado para enfrentar a Muhammed Lawal en este evento. Sin embargo, Lawal abandonó el combate por una lesión y Bader enfrentó al campeón de peso semipesado Phil Davis por el campeonato. Bader y Davis se habían enfrentado antes en UFC on Fox: Gustafsson vs. Johnson el 24 de enero de 2015 con Bader como ganador por decisión dividida.
Una pelea entre Keri Anne Melendez y Sadee Monseratte Williams fue programada para el evento pero luego cancelada por una lesión de Melendez.
Resultados
1. ↑  Por el Campeonato de Peso Ligero de Bellator.
2. ↑  Por el Campeonato de Peso Wélter de Bellator.
3. ↑  Por el Campeonato de Peso Semipesado de Bellator.

### Bellator 181
Bellator 181: Girtz vs. Campos 3 tuvo lugar el 14 de julio de 2017 en el WinStar World Casino en Thackerville, Oklahoma. El evento fue transmitido en horario estelar por Spike TV.
Historia
El evento estelar contó con un combate entre Brandon Girtz y Derek Campos. Campos ganó el primer enfrentamiento entre los dos en junio de 2013 en Bellator 96 vía decisión unánime. Girtz ganó la segunda pelea en Bellator 146 en noviembre de 2015 por nocaut en el primer asalto.
La expeleadora de UFC Valérie Létourneau haría su debut en este evento contra Emily Ducote. Sin embargo, el 10 de julio Létourmeau fue sacada de la pelea por una lesión y reemplazada por Jessica Middleton.
Resultados

### Bellator: Monster Energy Fight Series: Bristol
Bellator: Monster Energy Fight Series: Bristol fue el segundo evento de la serie y tuvo lugar el 19 de agosto de 2017 en la Bristol Motor Speedway en Bristol, Tennessee. De nuevo el evento no fue televisado por los conflictos de los derechos de televisión de la NASCAR.
Resultados

### Bellator 182
Bellator 182: Koreshkov vs. Njokuani tuvo lugar el 25 de agosto de 2017 en el Turning Stone Resort & Casino en Verona, Nueva York. El evento fue transmitido en horario estelar por Spike TV.
Historia
El evento estelar enfrentó al ex campeón de peso wélter de Bellator Andrey Koreshkov contra Chidi Njokuani. Originalmente era una pelea en la división de peso wélter pero Njokuani no dio el peso y la pelea se llevó a cabo en un peso acordado de 175 libras.
El evento coestelar contó con un combate entre Brennan Ward y Fernando Gonzalez.
Gabby Holloway enfrentaría a Talita Nogueira, sin embargo el 1 de agosto Holloway se retiró de la pelea y fue reemplazada por Amanda Bell.
Resultados

### Bellator 183
Bellator 183: Henderson vs. Pitbull tuvo lugar el 23 de septiembre de 2017 en el SAP Center en San José, California. El evento fue transmitido en horario estelar por Spike TV.
Historia
El evento estelar contó con un combate de peso ligero entre Benson Henderson y Patricky Freire.
También se llevó a cabo Bellator Kickboxing 7 encabezado por un combate de peso pluma entre Kevin Ross y Domenico Lomurno.
Resultados
1. ↑  Por el Campeonato Inaugural de Peso Pluma de Bellator Kickboxing.
2. ↑  Por el Campeonato de Peso Wélter de Bellator Kickboxing.

### Bellator 184
Bellator 184: Dantas vs. Caldwell tuvo lugar el 6 de octubre de 2017 en el WinStar World Casino en Thackerville, Oklahoma. El evento fue transmitido en vivo por Spike TV en horario estelar.
Resultados
1. ↑  Por el Campeonato de Peso Gallo de Bellator.

### Bellator: Monster Energy Fight Series: Talladega
Bellator: Monster Energy Fight Series: Talladega fue el tercer evento de la serie que se tuvo lugar el 13 de octubre de 2017 en el Talladega Superspeedway en Lincoln, Alabama. De nuevo las peleas no fueron televisadas por problemas con los contratos de transmisión.
Resultados

### Bellator 185
Bellator 185: Mousasi vs. Shlemenko tuvo lugar el 20 de octubre de 2017 en la Mohegan Sun Arena en Uncasville, Connecticut. El evento fue transmitido en horario estelar por Spike TV.
Historia
Bellator 185 marcó el debut de Gegard Mousasi. Compitiendo para UFC por los últimos cuatro años, Mousasi firmó con Bellator cuando su contrato expiró.
Muhammed Lawal fue programado para enfrentar a Liam McGeary en un combate de peso semipesado. Sin embargo, el 2 de octubre se retiró de la pelea por una lesión no revelada. Fue reemplazado por Bubba McDaniel. La semana siguiente McGeary se retiró de la pelea por una lesión del pulgar.
Brennan Ward enfrentaría a David Rickels en el evento. Sin embargo, el 16 de octubre Ward fue sacado de la cartelera por una lesión y la pelea cancelada.
Se esperaba que Javier Torres enfrentara a Neiman Gracie en el evento pero fue retirado por una lesión y reemplazado por Zak Bucia.
Resultados

### Bellator 186
Bellator 186: Bader vs. Vassell tuvo lugar el 3 de noviembre de 2017 en el Bryce Jordan Center en Pensilvania. El evento fue transmitido en horario estelar por Spike TV.
Historia
En el evento estelar de Bellator 106, Ryan Bader hizo la primera defensa titular de su Campeonato de Peso Semipesado ante Linton Vassell.
El evento semi estelar Ilima-Lei Macfarlane enfrentó a Emily Ducote por el Campeonato inaugural de Peso Mosca Femenino.
Resultados

1. ↑  Por el Campeonato de Peso Semipesado de Bellator.
2. ↑  Por el Campeonato Inaugural de Peso Mosca de Bellator.

### Bellator 187
Bellator 187: McKee vs. Moore tuvo lugar el 10 de noviembre de 2017 en la 3Arena en Dublín, Irlanda. El evento fue transmitido en tiempo estelar por Spike TV.
Historia
Se esperaba que James Gallagher enfrentara a Jeremiah Labiano en el evento estelar. Sin embargo, El 11 de octubre, Gallagher fue sacado de la pelea por lesión. Labiano fue reprogramado para enfrentar a Noad Lahat en Bellator 188 el 16 de noviembre.
Un combate de peso pluma entre A.J. McKee y Brian Moore sirvió como evento estelar.
El evento fue en compañía entre Bellator MMA y BAMMA, llevándose a cabo BAMMA 32 esa misma noche.
Resultados

### Bellator 188
Bellator 188: Lahat vs. Labiano tuvo lugar el 16 de noviembre de 2017 en la Menora Mivtachim Arena en Tel Aviv, Israel. El evento fue transmitido en Spike TV.
Historia
Originalmente se esperaba una revancha Patrício Freire y Daniel Weichel por el Campeonato de Peso Pluma. Se habían enfrentado antes en juno de 2015 en Bellator 138 con Freire ganando por nocaut. El 12 de noviembre, se anunció que Freire tuvo una lesión de rodilla y quedó fuera del evento.
El evento estelar fue reemplazado con un combate entre Noad Lahat y Jeremiah Labiano.
Resultados

### Bellator: Monster Energy Fight Series: Homestead
Bellator: Monster Energy Fight Series: Homestead fue el cuarto evento de la serie que se tuvo lugar el 19 de noviembre de 2017 en el Homestead-Miami Speedway en Homestead, Florida. De nuevo el evento no fue transmitido por con conflictos en los derechos de emisión.
Resultados

### Bellator 189
Bellator 189: Budd vs. Blencowe 2 tuvo lugar el 1 de diciembre de 2017 en el WinStar World Casino en Thackerville, Oklahoma. El evento fue transmitido en horario estelar por Spike TV.
Historia
En el evento estelar de Bellator 189 la Campeona Peso Pluma Julia Budd enfrentó a Arlene Blencowe en una revancha. Pelearon previamente en Bellator 162 con Budd ganando por decisión mayoritaria.
El evento semi estelar fue un combate de peso mediano entre Rafael Lovato Jr. y Chris Honeycutt.
Resultados
1. ↑  Por el Campeonato de Peso Pluma de Bellator.

### Bellator 190
Bellator 190: Carvalho vs. Sakara tuvo lugar el 9 de diciembre de 2017 en el Nelson Mandela Forum en Florencia, Italia. El evento fue transmitido por Spike TV.
Historia
Un combate por el Campeonato de Peso Mediano entre Rafael Carvalho y Alessio Sakara sirvió como evento estelar.
Resultados
1. ↑  Por el Campeonato de Peso Mediano de Bellator.

### Bellator 191
Bellator 191: McDonald vs. Ligier tuvo lugar el 15 de diciembre de 2017 en la Metro Radio Arena en Newcastle, Inglaterra. El evento fu transmitido por Spike TV.
Historia
El evento estelar tuvo como atractivo el debut expeleador de World Extreme Cagefighting y Ultimate Fighting Championship, Michael McDonald.
El evento fue organizado en conjunto de Bellator MMA y BAMMA
Resultados